# CSU Galați
CSU Galați war ein rumänischer Fußballverein aus Galați. Zwischen 1961 und 1982 spielte er insgesamt siebzehn Jahre in der zweithöchsten rumänischen Fußballliga, der Divizia B. Der größte Erfolg war die Teilnahme am Europapokal der Pokalsieger 1976/77.

## Geschichte
1953 wurde der Verein als Știința Galați gegründet und nahm 1961/62 erstmals in der Divizia B teil. Nach vier Jahren übergab der Verein seinen Ligaplatz an Oțelul Galați. 1967 wurde der Name in Politehnica Galați geändert. In der darauffolgenden Spielzeit übernahm man den Ligaplatz in der Divizia B von Siderurgistul Galați, der sich anschließend auflöste.
Das beste Ligaergebnis in der Divizia B erzielte man 1967/68 und 1968/69 mit zwei 2. Plätzen, wobei die Mannschaft 1967/68 in den Play-offs zum Aufstieg in die Divizia A scheiterte.
1972 änderte der Verein seinen Namen in CSU Galați und erzielte nach vier Jahren seinen größten Erfolg. Er qualifizierte sich als Pokalfinalist 1975/76 für den Europapokal der Pokalsieger 1975/76, da in diesem Jahr Steaua Bukarest auch die Meisterschaft gewann. Im Europapokal schied das Team jedoch schon in der ersten Runde gegen Boavista Porto nach zwei Niederlagen (2:3 und 0:2) aus.
Im Jahr 1982 fusionierte CSU mit dem Lokalrivalen FCM Galați. Der neue Verein gab sich den Namen Dunărea CSU Galați.
Im Sommer 2017 wurde der Verein als CSU Dunărea de Jos Galați neu gegründet. Nach zwei Spielzeiten stieg man in die Liga III auf. 2020 zog sich CSU während der Winterpause aus der Liga III zurück und wurde aufgelöst.

## Erfolge
- Cupa României: Finalist 1975/76
- Europapokal der Pokalsieger: Teilnahme 1976/77

## Europapokalbilanz
| Saison  | Wettbewerb                  | Runde    | Gegner         | Gesamt | Hin     | Rück    |
| ------- | --------------------------- | -------- | -------------- | ------ | ------- | ------- |
| 1976/77 | Europapokal der Pokalsieger | 1. Runde | Boavista Porto | 2:5    | 2:3 (H) | 0:2 (A) |

Gesamtbilanz: 2 Spiele, 2 Niederlagen, 2:5 Tore (Tordifferenz −3)